# Municipio de Current (condado de Dent)
El municipio de Current (en inglés: Current Township) es un municipio ubicado en el condado de Dent en el estado estadounidense de Misuri. En el año 2010 tenía una población de 447 habitantes y una densidad poblacional de 3,17 personas por km².

## Geografía
El municipio de Current se encuentra ubicado en las coordenadas 37°28′11″N 91°40′31″O / 37.46972, -91.67528. Según la Oficina del Censo de los Estados Unidos, el municipio tiene una superficie total de 141.16 km², de la cual 140,85 km² corresponden a tierra firme y (0,22 %) 0,31 km² es agua.

## Demografía
Según el censo de 2010, había 447 personas residiendo en el municipio de Current. La densidad de población era de 3,17 hab./km². De los 447 habitantes, el municipio de Current estaba compuesto por el 98,21 % blancos, el 0,67 % eran asiáticos y el 1,12 % eran de una mezcla de razas. Del total de la población el 0,89 % eran hispanos o latinos de cualquier raza.